# Windsor (Wisconsin)
Windsor ist eine Siedlung auf gemeindefreiem Gebiet im Dane County im US-amerikanischen Bundesstaat Wisconsin. Zu statistischen Zwecken ist der Ort zu einem Census-designated place (CDP) zusammengefasst worden. Im Jahr 2010 hatte Windsor 3573 Einwohner.
Windsor ist Bestandteil der Metropolregion Madison.

## Geografie
Windsor liegt im mittleren Süden Wisconsins, im südlichen Vorortbereich von dessen Hauptstadt Madison. Der am Mississippi gelegene Schnittpunkt der drei Bundesstaaten Wisconsin, Iowa und Illinois liegt 167 km südwestlich.
Die geografischen Koordinaten von Windsor sind 43°13′06″ nördlicher Breite und 89°20′29″ westlicher Länge. Der Ort erstreckt sich über eine Fläche von 8,13 km². 
Das Zentrum von Madison liegt 24 km südlich. Weitere Nachbarorte sind DeForest (an der nördlichen Ortsgrenze), Sun Prairie (16,2 km ostsüdöstlich), Waunakee (16,2 km westsüdwestlich) und Dane (16,2 km westnordwestlich).
Die nächstgelegenen Großstädte sind Green Bay (208 km nordöstlich), Milwaukee (133 km östlich), Chicago (247 km südöstlich) und Rockford (128 km südsüdöstlich).

## Verkehr
Der U.S. Highway 51 verläuft in Nord-Süd-Richtung entlang des östlichen Rands von Windsor. Alle weiteren Straßen sind untergeordnete Landstraßen, teils unbefestigte Fahrwege sowie innerörtliche Verbindungsstraßen.
In Nord-Süd-Richtung verläuft eine Eisenbahnstrecke der Canadian Pacific Railway durch Windsor.
Der nächste Flughafen ist der Dane County Regional Airport in Madison (17,6 km südlich).

## Bevölkerung
Nach der Volkszählung im Jahr 2010 lebten in Windsor 3573 Menschen in 1451 Haushalten. Die Bevölkerungsdichte betrug 439,5 Einwohner pro Quadratkilometer. In den 1451 Haushalten lebten statistisch je 2,46 Personen. 
Ethnisch betrachtet setzte sich die Bevölkerung zusammen aus 93,8 Prozent Weißen, 1,7 Prozent Afroamerikanern, 0,2 Prozent amerikanischen Ureinwohnern, 2,0 Prozent Asiaten, 0,1 Prozent Polynesiern sowie 0,8 Prozent aus anderen ethnischen Gruppen; 1,4 Prozent stammten von zwei oder mehr Ethnien ab. Unabhängig von der ethnischen Zugehörigkeit waren 2,3 Prozent der Bevölkerung spanischer oder lateinamerikanischer Abstammung. 
24,2 Prozent der Bevölkerung waren unter 18 Jahre alt, 61,9 Prozent waren zwischen 18 und 64 und 13,9 Prozent waren 65 Jahre oder älter. 51,5 Prozent der Bevölkerung war weiblich.
Das mittlere jährliche Einkommen eines Haushalts lag bei 71.875 USD. Das Pro-Kopf-Einkommen betrug 31.662 USD. 10,6 Prozent der Einwohner lebten unterhalb der Armutsgrenze.